# 電磁石

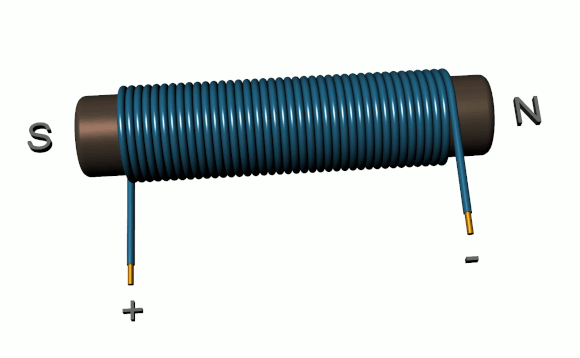
鉄心にエナメル線を巻き付けて作成された簡素な電磁石

ソレノイドにより発生した磁界（断面図）

電磁石（でんじしゃく、electromagnet）は通常、磁性材料の芯のまわりにエナメル線を巻き、通電することによって磁力を発生させる磁石である。機械の部品として用いられる。電流を止めると磁力は失われる。
1825年にイギリス人の電気技術者であるウィリアム・スタージャンによって発明された最初のものは、蹄鉄形をしている鉄に数回ほど緩く巻いたコイルであった。コイルに電流を流すと電磁石は磁化し、電流を止めるとコイルは反磁化した。 
電磁石の発生する力は、コイルの巻き数とコイルに流す電流の大きさに概ね比例する。ただし、コイルの巻き数を増やすと線路が長くなって電気抵抗も増加するため、直流電源の場合、電圧が同じであれば電流が減るという関係になっている。鉄芯についていえば、鉄芯の材質の透磁率および断面積が大きいほど、強い磁力を発生することができる。 

## 永久磁石との比較
永久磁石と比較したときのメリットとして、通電を止めることで磁力をほぼ0にすることができること、同じサイズの永久磁石より強い磁力を発生することができること、電流の向きを変えることによって磁石の極を入れ替えられることなどが挙げられる。欠点は、電力を消費することである。

## 用途
- 継電器（リレー）:スイッチのオンオフで開閉する電磁弁、電流信号によってスイッチを制御する。
- 電磁開閉器（マグネット・スイッチ）:電磁石の動作によって開閉するスイッチ。
- 電動機や発電機の界磁や電機子
- 渦電流ブレーキ
- 磁気浮上式鉄道（リニアモーターカー）
- コイルガン：弾丸を加速、発射させる装置。
- 核融合炉の磁場閉じ込め方式：磁場でプラズマを閉じ込める。
- 核磁気共鳴画像法
- 電磁摩擦クラッチ：富士重工業のECVTなどに使われている。
- モーター